# Сичик-горобець гватемальський
Си́чик-горобе́ць гватемальський (Glaucidium cobanense) — вид совоподібних птахів родини совових (Strigidae). Мешкає в горах Мексики і Центральної Америки. Раніше вважався конспецифічним з каліфорнійським сичиком-горобцем.

## Опис
Довжина птаха становить 16—18 см. Самиці є дещо більшими за самців. Забарвлення існує у двох морфах: сірувато-коричневій і рудувато-коричневій, хоча між ними існують проміжні форми. Рудувато-коричневі морфи трапляються частіше. У птахів цієї морфи голова і верхня частина тіла рудувато-коричневі, поцятковані світлими плямами, на нижній стороні хвоста 4 світлих смуги. На потилиці є дві чорних з білими краями плями, що нагадують очі і слугують до відлякування і обману. У представників рудої морфи також на передній частині тімені є невеликі охристі плямки. Груди білі, сильно поцятковані рудувато-коричневими смугами. Лицевий диск слабо виражений, над очима помітні білі «брови», під дзьобом світлі «вуса». Очі жовті, дзьоб і лапи жовті.

## Поширення і екологія
Гватемальські сичики-горобці мешкають у горах Південної Мексики (Чіапас), Гватемали і Гондурасу. Вони живуть у соснових і змішаних сосново-дубових лісах, у вологих гірських тропічних і хмарних лісах на висоті від 1500 до 4000 м над рівнем моря. Ведуть переважно денний спосіб життя. Живляться комахами та іншими безхребетними, дрібними ссавцями, плазунами і птахами. Гніздяться в дуплах дерев.